# Liste der Monuments historiques in Somme-Yèvre
Die Liste der Monuments historiques in Somme-Yèvre führt die Monuments historiques in der französischen Gemeinde Somme-Yèvre auf.

## Liste der Objekte
| Bezeichnung                   | Beschreibung                                       | Standort                          | Kennzeichnung | Schutzstatus | Datum | Bild |
| ----------------------------- | -------------------------------------------------- | --------------------------------- | ------------- | ------------ | ----- | ---- |
| Hauptaltar                    | Retabel und fünf Skulpturen; Holz, 18. Jahrhundert | in der Kirche Saint-Memmie (Lage) | PM51001077    | Classé       | 1965  |      |
| Linker Seitenaltar            | Holz, 16. Jahrhundert                              | in der Kirche Saint-Memmie (Lage) | PM51003212    | Inscrit      | 1982  |      |
| Rechter Seitenaltar           | Holz, 18. Jahrhundert                              | in der Kirche Saint-Memmie (Lage) | PM51003213    | Inscrit      | 1982  |      |
| Zwei Skulpturen Betende Engel | Holz, vergoldet, 18. Jahrhundert                   | in der Kirche Saint-Memmie (Lage) | PM51001076    | Classé       | 1956  |      |